# سيليغون
سيليغون (بالإنجليزية: Cilegon)‏ هي مدينة تقع في إندونيسيا في بانتن. يقدر عدد سكانها بـ 416,464 نسمة ومساحتها 175.51 كم2 .